# クレディオンの戦い
クレディオンの戦い（またはベラシツァ山脈の戦い）は、1014年7月29日にクレディオン（またはクリディウム、現在のブルガリアのペトリチ市クリュチ村）において、第一次ブルガリア帝国と東ローマ帝国との間で起きた会戦。10世紀末から11世紀初頭の、ブルガリア皇帝サムイルと東ローマ皇帝バシレイオス2世との半世紀近い争いが最高潮に達した戦いであり、東ローマの決定的勝利に終わった。

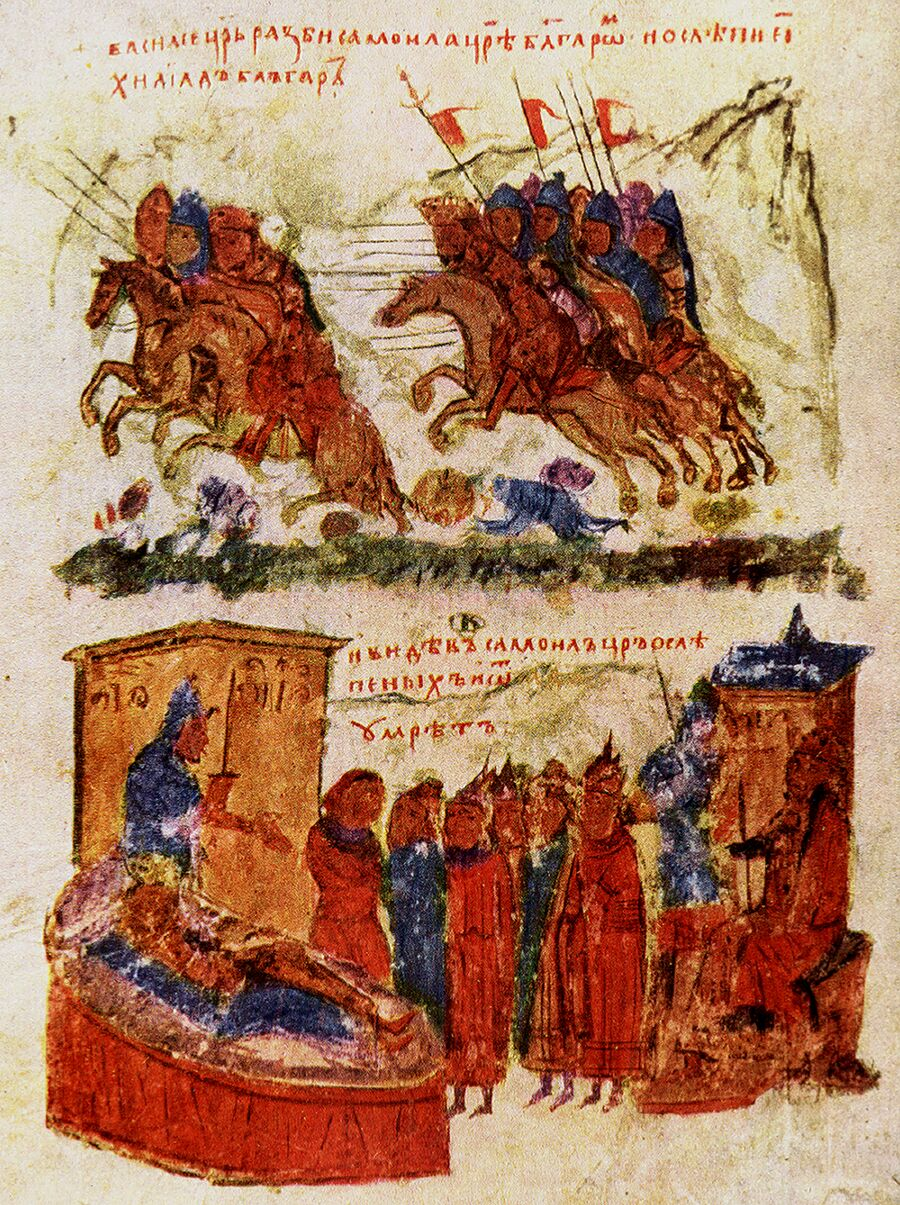
東ローマ軍がブルガリア軍に勝ち（上）、サムイルは盲目の捕虜達の帰還に卒倒した（下）。:en:Manasses Chronicle より。

この戦いは、現代のブルガリアの村クリュチ近く、ベラシツァ山脈とオグラジュデン山との谷間で起こった。7月29日、ブルガリア軍の後部を、将軍ニケフォロス・クシフィアスに率いられてその背後に回り込んでいた東ローマ軍が攻撃した。これによりブルガリア軍は大敗を喫し、捕虜になったブルガリア兵たちはバシレイオス2世の命により目を潰された。彼はその後「ブルガリア人殺し」として知られるようになる。サムイルは生き残って逃れたものの、バシレイオス2世が送ってきた両目を潰された1万4千人ものブルガリア人捕虜がぞろぞろやってくる（盲目の捕虜たちの案内役にするため100人当り1人は片目を潰されずに残されていた）のを見て卒倒し、2日後の同年10月6日に死んだと伝えられている。
この戦いによって直ちに第一次ブルガリア帝国が滅亡に追い込まれたわけではなかったが、東ローマ帝国に抗う力を減らした。東ローマとの戦争における重要な会戦と考えられる。サムイルの後継者たちは東ローマ帝国の進撃を阻止できず、1018年には、ついにバシレイオス2世の手によってブルガリア帝国は滅亡させられた。